# 藍巨星

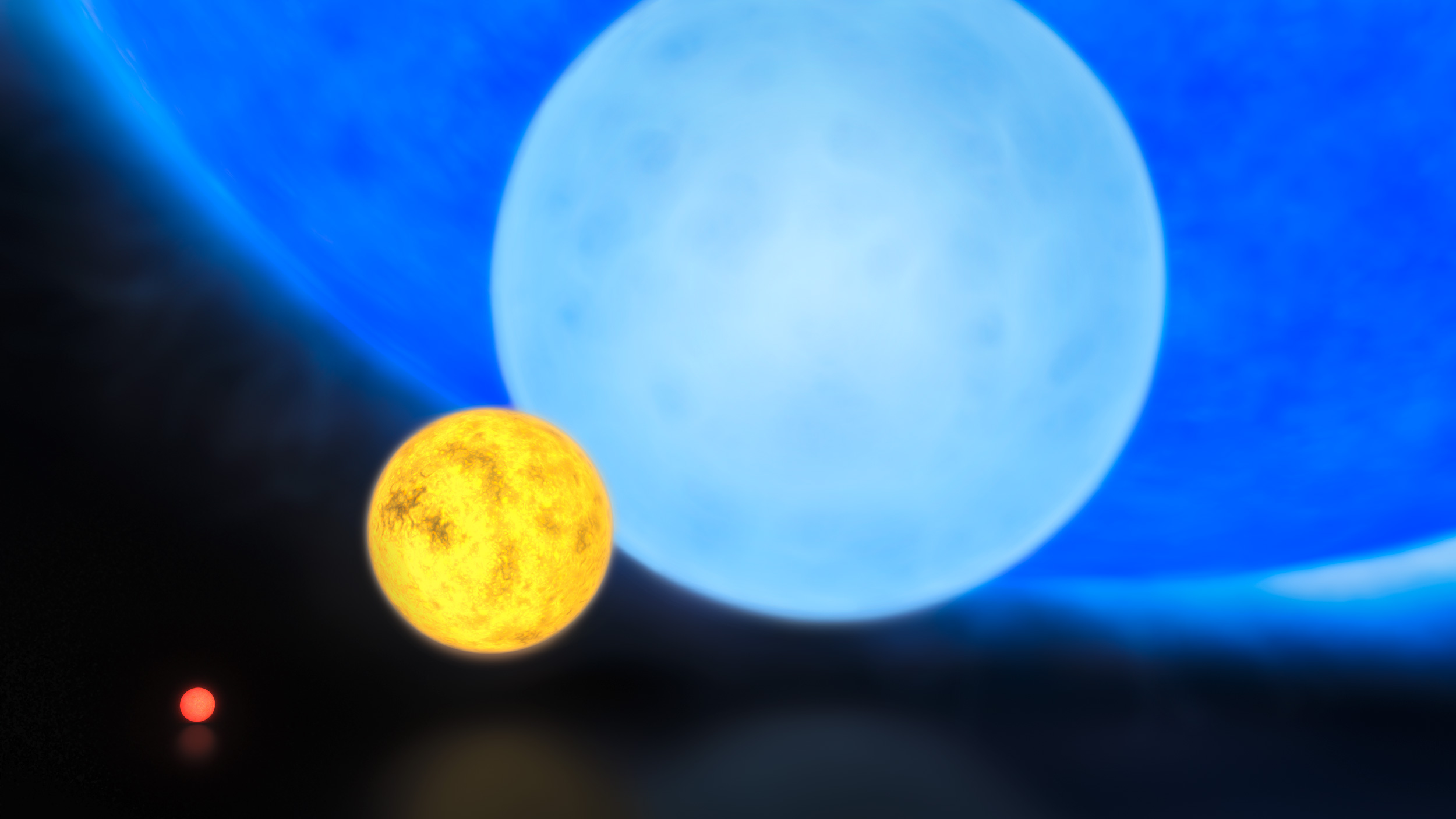
由左至右：紅矮星、太陽、藍矮星和R136a1。R136 a1並不是已知體積最大的恆星，這個頭銜屬於史蒂文森2-18。

藍巨星（Blue Giant）是恆星的恆星光譜分類中的第III級，光譜型為O或B型，為巨星的其中一種。藍巨星擁有极高的亮度，絕對星等一般为-2至-5.5等，表面溫度10,000K-55,000K。蓝巨星通常具有相当大的质量，大多数蓝巨星质量在太阳的5到25倍之间，少数O型的蓝巨星质量会更高。蓝巨星具有非常高的亮度，通常蓝巨星的总辐射能量在太阳的800倍(B9.5III)到太阳的10万倍（O8III）之间，一些O2/O3型的蓝巨星亮度则高达太阳的150万倍。蓝巨星拥有较高的表面温度，导致蓝巨星的大小远远不如同光度的黄色/红色巨星。蓝巨星的直径通常在太阳的6-20倍之间。更大的则是蓝超巨星。